# Ferrandia birulae
Ferrandia birulae är en spindeldjursart som först beskrevs av Roewer 1933.  Ferrandia birulae ingår i släktet Ferrandia och familjen Solpugidae. Inga underarter finns listade i Catalogue of Life.